# Garten-Sonnenauge
Das Garten-Sonnenauge (Heliopsis helianthoides) ist eine Pflanzenart aus der Gattung der Sonnenaugen (Heliopsis) in der Familie der Korbblütler (Asteraceae).

## Merkmale
Das Garten-Sonnenauge ist eine ausdauernde, krautige Pflanze, die Wuchshöhen von 60 bis 180 Zentimeter erreicht. Die Pflanze bildet ein Rhizom aus. Die Blätter sind gegenständig, eilanzettlich, spitz und gesägt. Am Grund verschmälern sie sich stielartig. Ober- und Unterseite sind behaart. Die Blütenköpfe sind lang gestielt sowie end- und achselständig. Die 8 bis 18 Strahlblüten messen 20 bis 40 × 6 bis 13 Millimeter und sind gelb bis goldgelb gefärbt.
Die Blütezeit reicht von Juni bis September.
Die Chromosomenzahl beträgt 2n = 28.

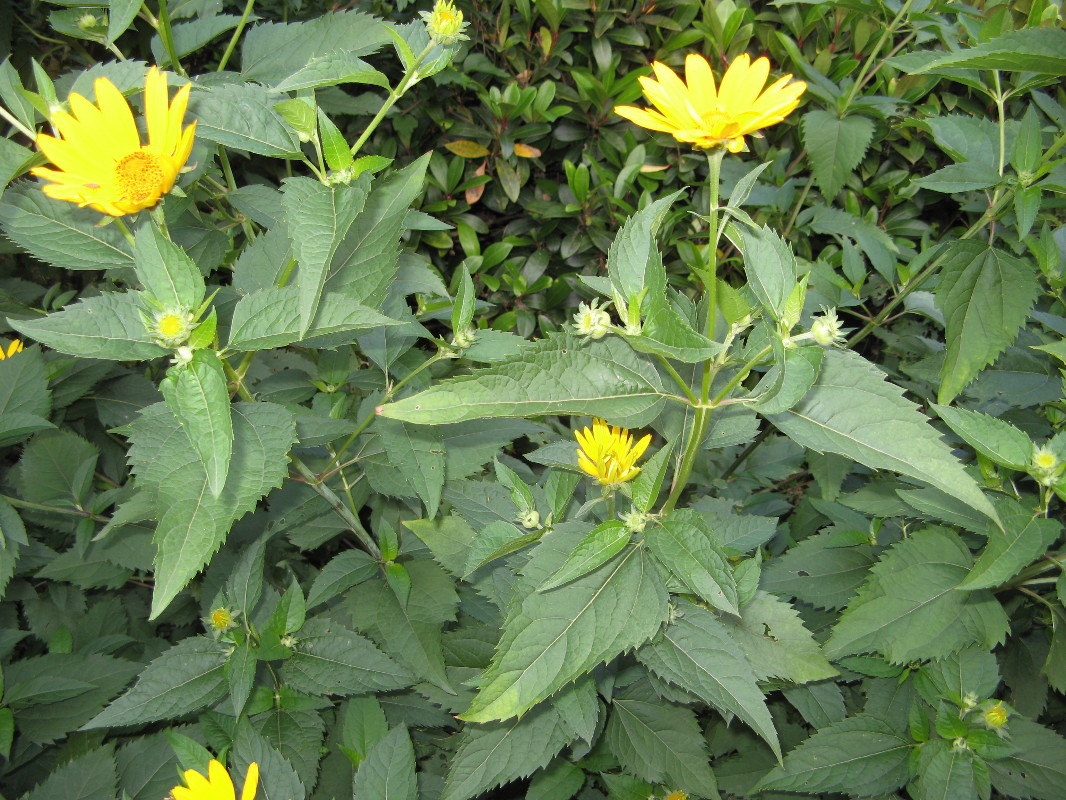
Heliopsis helianthoides

## Systematik
Neben der Nominatform Heliopsis helianthoides var. helianthoides wird noch eine Varietät Heliopsis helianthoides var. scabra (Dunal) Fernald unterschieden:
- Heliopsis helianthoides var. helianthoides: Sie hat kahle Stängel und Blätter. Die Blätter sind eiförmig. Die Pflanzen erreichen Wuchshöhen von 100 bis 180 Zentimeter. Das Areal umfasst Kanada und den warmgemäßigten Osten der USA.[2] In Dänemark und in der Ukraine ist sie ein Neophyt.[2]

- Heliopsis helianthoides var. scabra: Sie hat meist rauhaarige Stängel und Blätter. Die Blätter sind schmal eilanzettlich und höchstens 5 Zentimeter breit.[3] Die Pflanzen erreichen Wuchshöhen von 60 bis 100 Zentimeter. Das Areal umfasst das warmgemäßigten bis gemäßigte zentrale und östliche Amerika. Hier wächst sie in Prärien, trockenen lichten Gehölzen und ruderal. Ihr Verbreitungsgebiet liegt in Kanada (British Columbia, Manitoba, Saskatchewan) und in den US-Bundesstaaten Illinois, Iowa, Kansas, Minnesota, Missouri, Nebraska, North Dakota, Oklahoma, South Dakota, Colorado, New Mexico, Texas, Arkansas und Louisiana.[2]

## Nutzung
Das Garten-Sonnenauge wird verbreitet als Zierpflanze für Rabatten und Staudenbeete sowie als Schnittblume genutzt. Die Art ist seit spätestens 1714 in Kultur. Es gibt zahlreiche Sorten. Diese sind unterschiedlich hoch, die Köpfe können auch halbgefüllt oder gefüllt sein und die Strahlenblüten sind gelb bis orange gefärbt.